# Boris Ottokar Unbegaun
Boris Ottokar Unbegaun (ursprünglich russisch Борис Генрихович Унбегаун/Boris Genrichowitsch Unbegaun; * 23. Augustjul. / 4. September 1898greg. in Moskau; † 4. März 1973 in New-York) war ein russischer Slawist deutscher Abstammung.

## Leben
Unbegaun emigrierte nach dem russischen Bürgerkrieg, in dem er auf der Seite der Weißen gekämpft hatte, zunächst nach Slowenien, wo er ein Studium an der Universität Ljubljana aufnahm. Später wechselte er nach Paris, wo er 1935 promovierte. 1940 wurde er von den Deutschen ins KZ Buchenwald deportiert, wo er bis zum Kriegsende blieb. Nach 1945 unterrichtete er in Straßburg, Brüssel und Oxford, wo er 1953 Professor für vergleichende slawische Philologie wurde. 1965 wurde er an die Universität New York berufen, an der er bis zu seinem Tod tätig war. Die Académie royale des Sciences, des Lettres et des Beaux-Arts de Belgique (Classe des Lettres et des Sciences morales et politiques) nahm ihn im Dezember 1949 als assoziiertes Mitglied auf.
Unbegaun widmete sich insbesondere der Erforschung des modernen und des älteren Russischen. Er arbeitete am Oxforder Englisch-Russischen Wörterbuch mit. In der religionshistorischen Buchreihe Mana lieferte er den Beitrag zur Religion der Slawen.

## Werke (Auswahl)
- Catalogue des périodiques slaves et relatifs aux études slaves des bibliothèques de Paris, Paris, Champion 1929
- La Langue russe au XVIe (1500-1550), vol. 1: La flexion des noms, Paris 1935
- Les débuts de la langue littéraire chez les Serbes, Paris, Champion 1935
- mit Joseph Vendryès; Ernest Tonnelat: Les religions des Celtes, des Germains et des anciens Slaves, in Albet Grenier: Les religions Étrusque et Romaine, (Mana) Paris, Presses Universitaire de France 1948
- L’Origine du nom des Ruthènes, Winnipeg, Acad. ukrainienne libre des sciences 1953
- A bibliographical guide to the Russian language, Oxford, Clarendon 1953
- (Hrsg.): A. S. Pushkin: Tales of the late Ivan Petrovich Belkin with a glossary, Blackwell’s Russian Texts, Oxford, Basil Blackwell 1964
- Russian versification, Oxford,  Clarendon Press 1956 (Repr. 1966)
- Russische Grammatik, Göttingen, Vandenhoeck & Ruprecht 1969
- Drei russische Grammatiken des 18. Jahrhunderts. Nachdr. der Ausg. von 1706, 1731 und 1750, München, Fink 1969 (Slavische Propyläen, Texte in Neu- und Nachdrucken, Band 55).
- Studies in Slavic Linguistics and Poetics, New York University Press 1969
- Selected papers on Russian and Slavonic philology, compiled by R. Auty and A. E. Pennington. Oxford, Clarendon Press 1969
- Russian surnames, Oxford, Clarendon Press 1972
- Russkie familii, Moskau, Progress 1989
- mit Marcus Wheeler; Paul Falla (Hrsg.), The Oxford Russion Dictionary, Oxford 1997, ISBN 0-19-860153-0